# 애슐리 애스턴 무어
애슐리 애스턴 무어(영어: Ashleigh Aston Moore, 1981년 9월 30일 ~ 2007년 12월 10일)는 미국의 배우이다. 영화 《나우 앤 덴》(1995) 등에 출연하였다. 2007년 헤로인 과다복용으로 사망하였다.
서니베일에서 태어났으며 브리티시컬럼비아주에서 사망하였다.

## 출연 작품

### 영화
- 야누스의 영혼 (1994, Sin and Redemption)
- 베어 마운틴의 비밀 (1995, Gold Diggers: The Secret of Bear Mountain) - 트레이시 브리그스 역
- 나우 앤 덴 (1995) - 어린 크리시 디윗 역
- The Grave (1996)

### 텔레비전
- 불멸의 사나이 (1996)
- 천사의 손길 (1997)